# 建昌郡 (後趙)
建昌郡，中国十六国南北朝时设置的郡。
后赵建武元年（335年），改陈留郡置建昌郡，治所在小黄县仓垣（今河南省开封市东北）。下辖小黄县、浚仪县、封丘县、雍丘县、尉氏县、襄邑县、扶沟县。属洛州。后赵灭亡后，再改为陈留郡。